# Kaapse bergbuizerd
De Kaapse bergbuizerd (Buteo trizonatus) is een roofvogel uit de familie van de Accipitridae.

## Verspreiding en leefgebied
Deze soort komt voor in bossen tot een hoogte van duizend meter in het oosten en zuiden van Zuid-Afrika.

## Status
De grootte van de populatie is in 2019 geschat op 1000-10.000 vogels. Op de Rode lijst van de IUCN heeft deze soort de status niet bedreigd.